# Rostblättrige Alpenrose
Die Rostblättrige Alpenrose (Rhododendron ferrugineum), auch Rostrote Alpenrose oder Rostroter Almrausch genannt, ist eine Pflanzenart aus der Gattung der Rhododendren (Rhododendron) innerhalb der Familie der Heidekrautgewächse (Ericaceae). Im Alpenraum wird sie – ebenso wie die Bewimperte Alpenrose – auch Almrose genannt. Sie ist in den europäischen Gebirgen verbreitet.

## Beschreibung und Ökologie

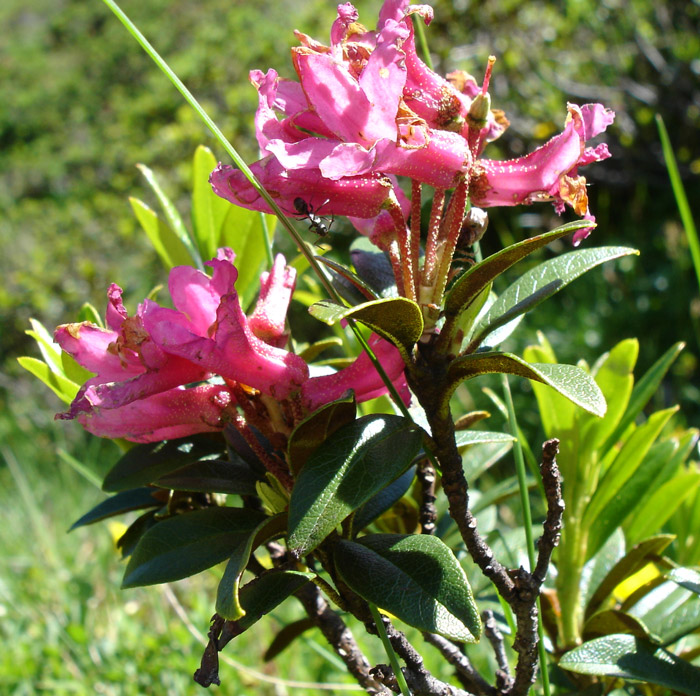
Zweige mit Laubblättern und endständigen Blütenständen mit gestielten Blüten

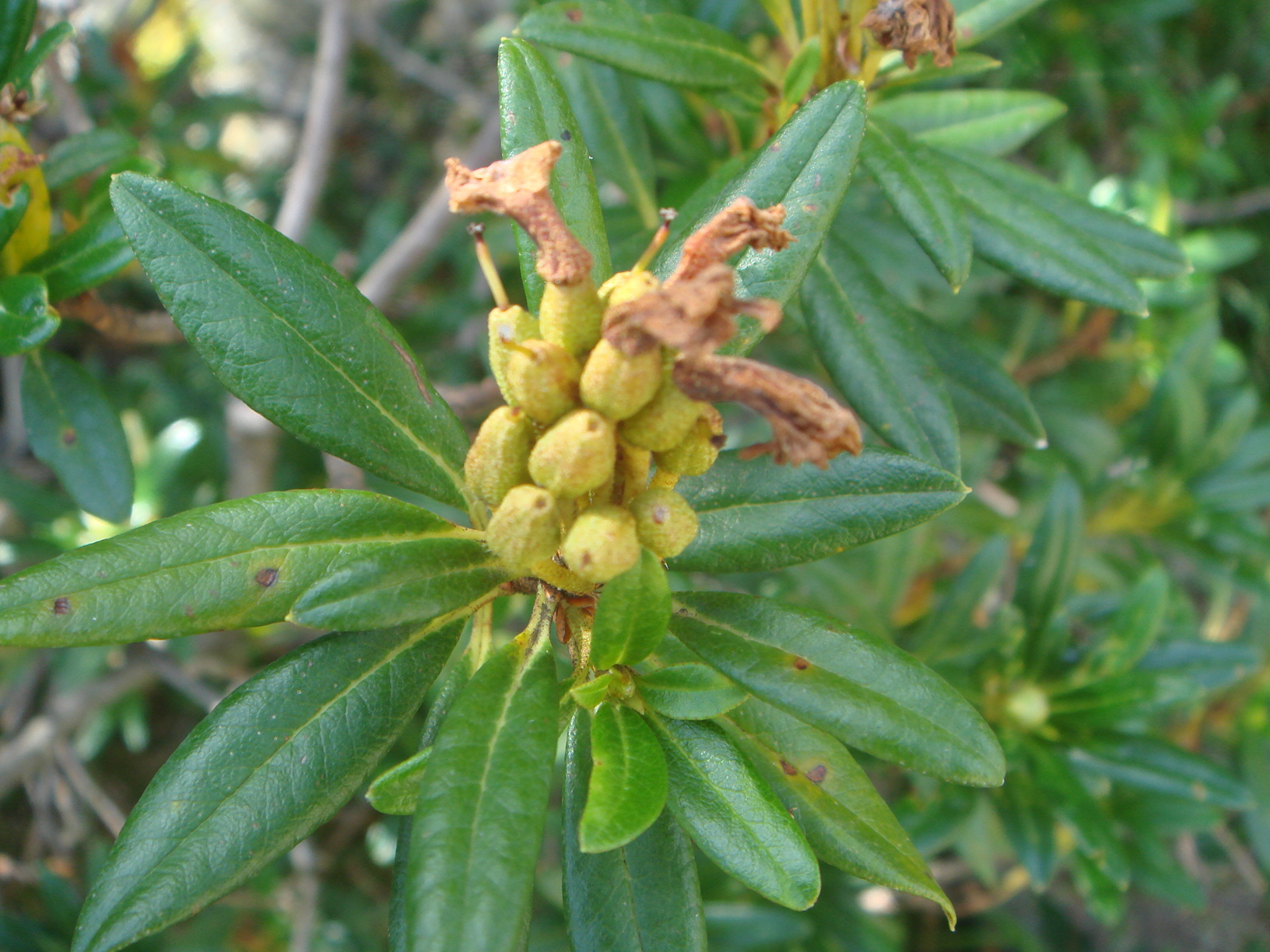
Junge Kapselfrüchte

### Vegetative Merkmale
Die Rostblättrige Alpenrose wächst als immergrüner Zwergstrauch oder Strauch und erreicht Wuchshöhen von 30 bis 130 (20 bis 100) Zentimetern. Die kräftigen Äste und Zweige sind reich verzweigt. Die Rinde junger Zweige ist rotbraun geschuppt, bei älteren Zweigen und Ästen ist die Rinde grau. Bei Stämmchen mit einem Durchmesser von 1 bis 2 Zentimetern wurde ein Alter von nahezu 100 Jahren festgestellt.
Die wechselständig angeordneten und kurz gestielten Laubblätter treten an den Zweigenden gehäuft auf. Die einfache, ledrige, feste Blattspreite ist bei einer Länge von 1 bis 4 Zentimetern sowie einer Breite von bis zu 1 Zentimeter meist lanzettlich bis schmal-elliptisch mit spitzem bis stumpfem oft stachelspitzigem oberen Ende. Der Blattrand ist mehr oder weniger nach unten umgerollt und meist ganz; er ist nicht bewimpert. Die Blattoberseite ist glänzend dunkelgrün und kahl. Bei jungen Laubblättern ist die Blattunterseite gelblich, im Alter ist sie durch Schuppenhaare, Schülfern, rostbraun; davon leiten sich deutsche Artbezeichnungen wie „Rostblättrige Alpenrose“ oder „Rostrote Alpenrose“ ab. Die Laubblätter verbleiben nur etwa zwei Jahre am Strauch.

### Generative Merkmale

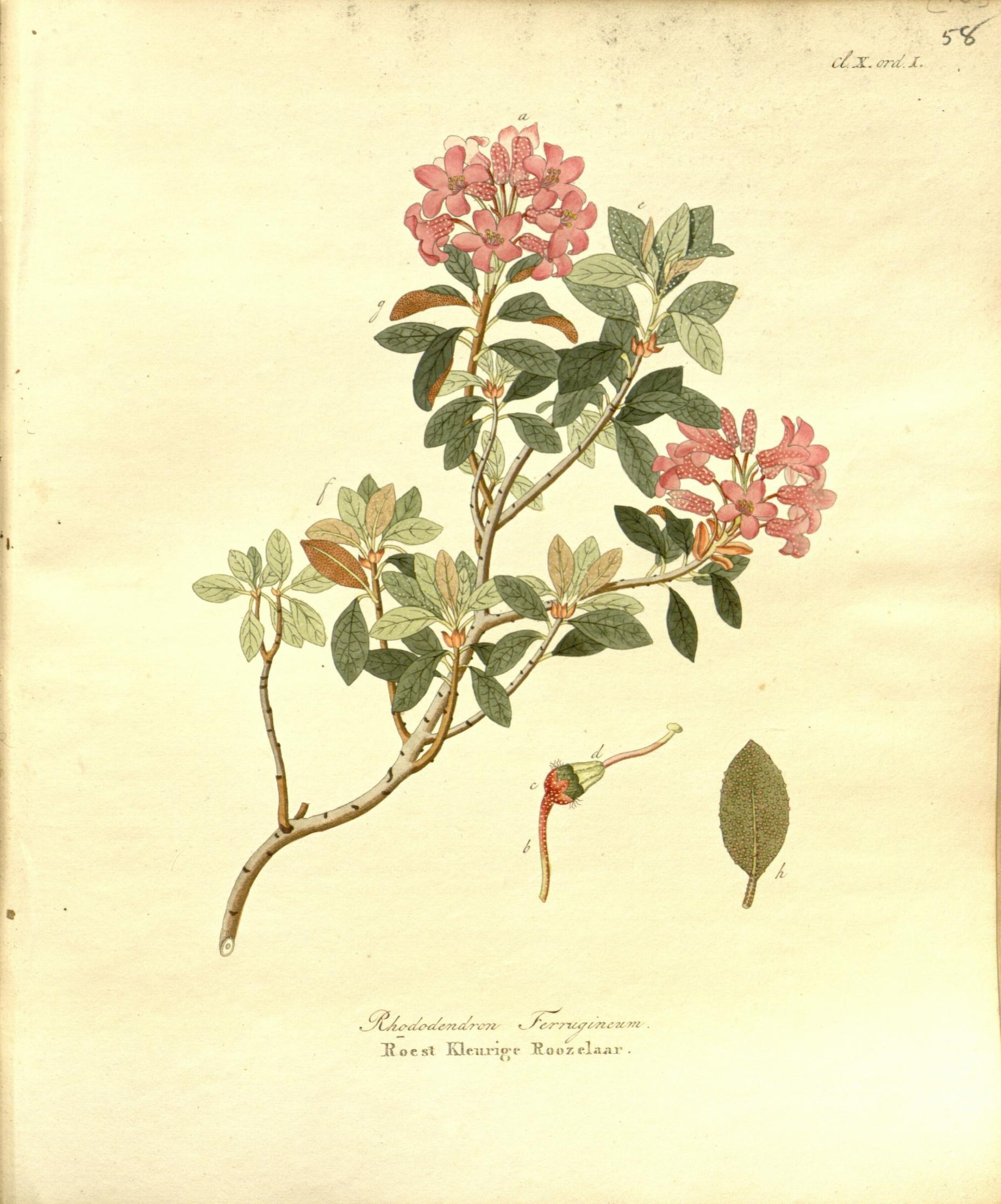
Illustration

Die Rostblättrige Alpenrose  ist protandrisch, also vormännlich. Die Blütezeit reicht von Mai bis Juli. Die 5 bis 8 Millimeter lang gestielten Blüten stehen zu mehreren in gedrängten, endständigen, doldentraubigen Blütenständen. Die zwittrigen Blüten sind fünfzählig mit doppelter Blütenhülle. Der schuppige Kelch ist nur sehr klein und borstig bewimpert. Die fünf tiefrosafarbenen bis kräftig roten Kronblätter sind breit-trichterförmig verwachsen. Die bis zu 2 Zentimeter lange und ebenso breite Blütenkrone ist innen weich behaart, außen schuppig. Die zehn ungleich langen Staubblätter in zwei Kreisen überragen die Blütenkrone nicht und sind am Grund behaart. Die inneren fünf sind länger. Der schuppige Fruchtknoten ist oberständig, die Narbe ist gelappt. Es ist ein Diskus vorhanden.
Die ab August reifenden bräunlichen, aufwärts gerichteten, bis 7 Millimeter großen, vielsamigen, lang gestielten, septizidalen Kapselfrüchte mit beständigem Kelch sind holzig und schuppig; sie reißen von oben her auf. So können nur bei starken Luftbewegungen die in ihnen enthaltenen vielen extrem leichten, kleinen, flachen Samen vom Wind verbreitet werden – sie sind Wintersteher, insofern ähnlich wie Germer und Gelber Enzian.
Die Chromosomenzahl beträgt 2n = 26.

## Vorkommen

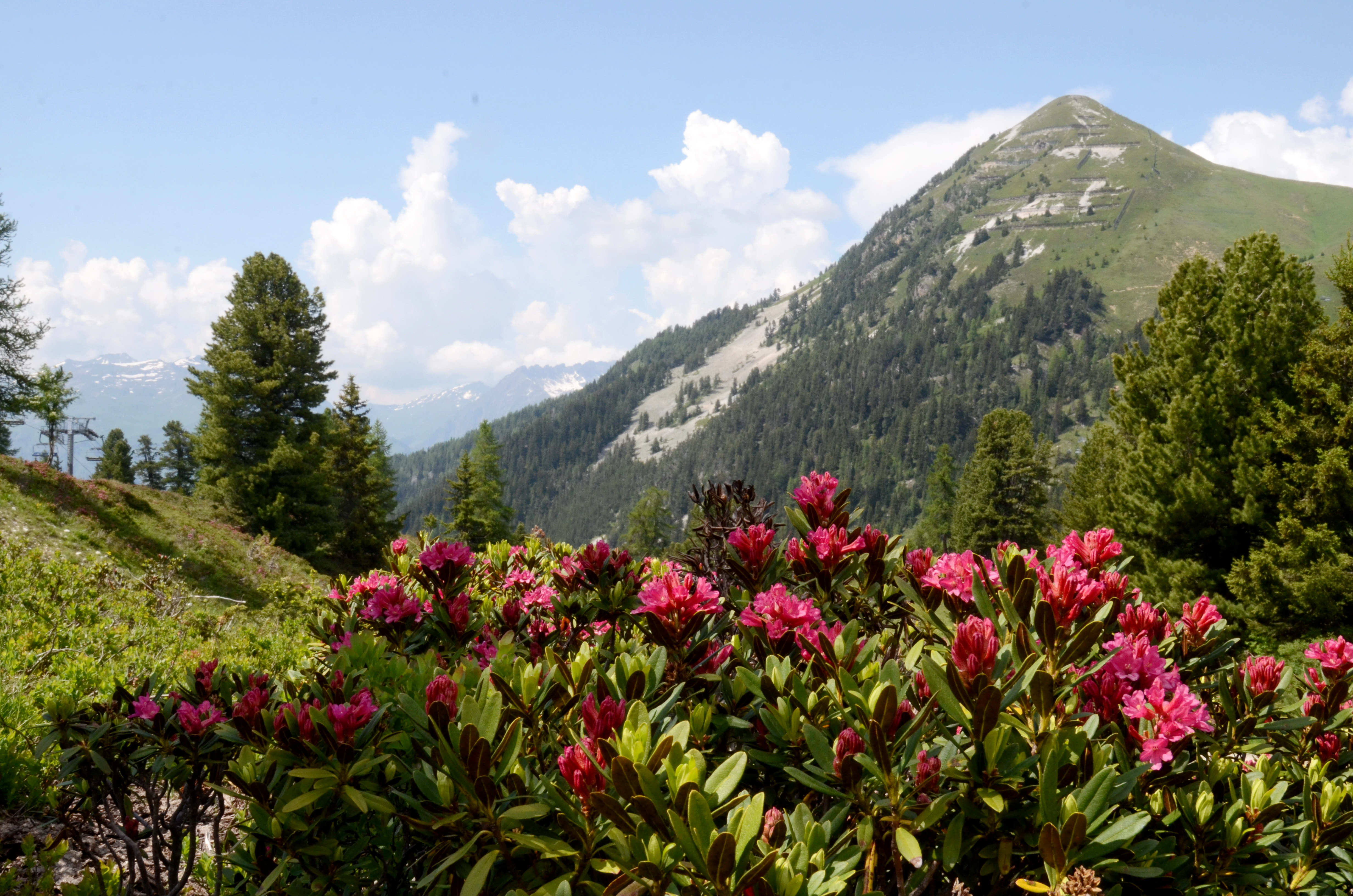
Rostblättrige Alpenrose bei Belle Plagne (2050 m) am Mont St. Jacques (2407 m)

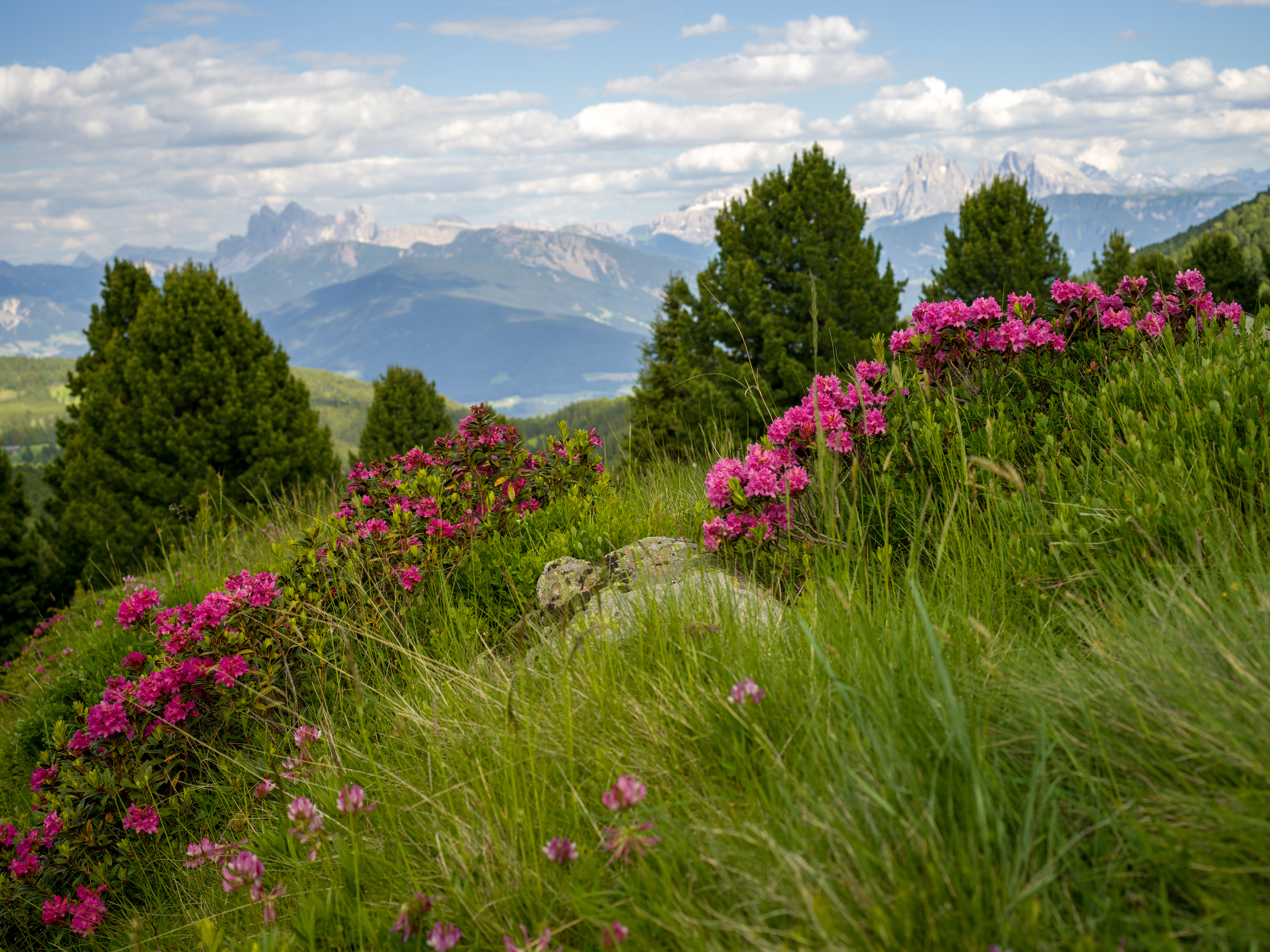
Rostblättrige Alpenrose auf der Villanderer Alm, Südtirol

Die Rostblättrige Alpenrose ist in den Alpen, den Pyrenäen, dem Jura, dem Apennin, den Karpaten und auf der Balkanhalbinsel verbreitet. Sie kommt in den Alpen in den silikatischen Zentralalpen häufig vor, in den Kalkalpen ist sie zerstreut zu finden.
Als Standort werden frische, meist bodensaure Nadelwälder, lichte Gebüsche, Zwergstrauchheiden und Krummholzgebüsche bevorzugt. Die Rostblättrige Alpenrose meidet kalkhaltigen Untergrund, dort würde die vikariierende Art Rhododendron hirsutum vorkommen. Die Rostblättrige Alpenrose gedeiht in Höhenlagen von 440 und bis 2840 Metern. In den Allgäuer Alpen steigt sie im Tiroler Teil an der Rothornspitze bis zu einer Höhenlage von 2200 Metern auf.
Zusammen mit dem Zwerg-Wacholder (Juniperus communis var. saxatilis) ist sie ein wichtiger Rohbodenpionier. Sie ist eine Charakterart des Vaccinio-Rhododendretum ferruginei bzw. des Vaccinio-Pinetum cembrae. Im Alpenvorland kommt die Art auch im Vaccinio uliginosi-Pineteum rotundatae vor.
Im Winter braucht die Rostblättrige Alpenrose eine schützende Schneedecke, sonst würde sie erfrieren.
Die ökologischen Zeigerwerte nach Landolt & al. 2010 sind in der Schweiz: Feuchtezahl F = 3 (mäßig feucht), Lichtzahl L = 3 (halbschattig), Reaktionszahl R = 2 (sauer), Temperaturzahl T = 2 (subalpin), Nährstoffzahl N = 2 (nährstoffarm), Kontinentalitätszahl K = 2 (subozeanisch).
Außerhalb des natürlichen Verbreitungsgebietes wird die Rostblättrige Alpenrose in den gemäßigten Gebieten in Gärten als Zierpflanze verwendet. Wie die meisten Rhododendren benötigt sie saure Bodenverhältnisse.

## Giftigkeit

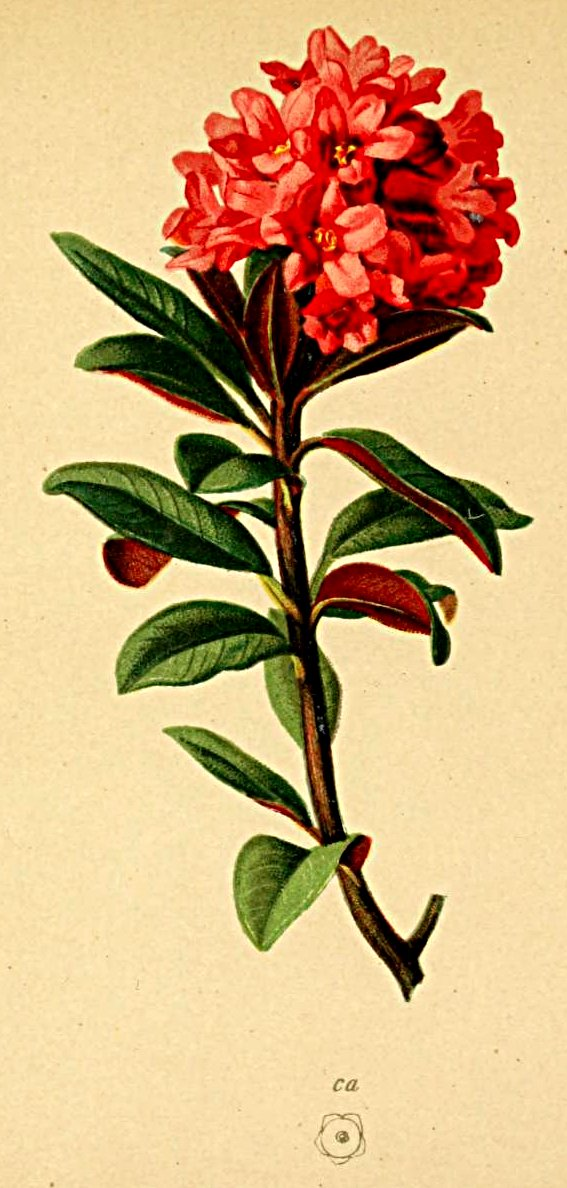
Illustration aus Atlas der Alpenflora

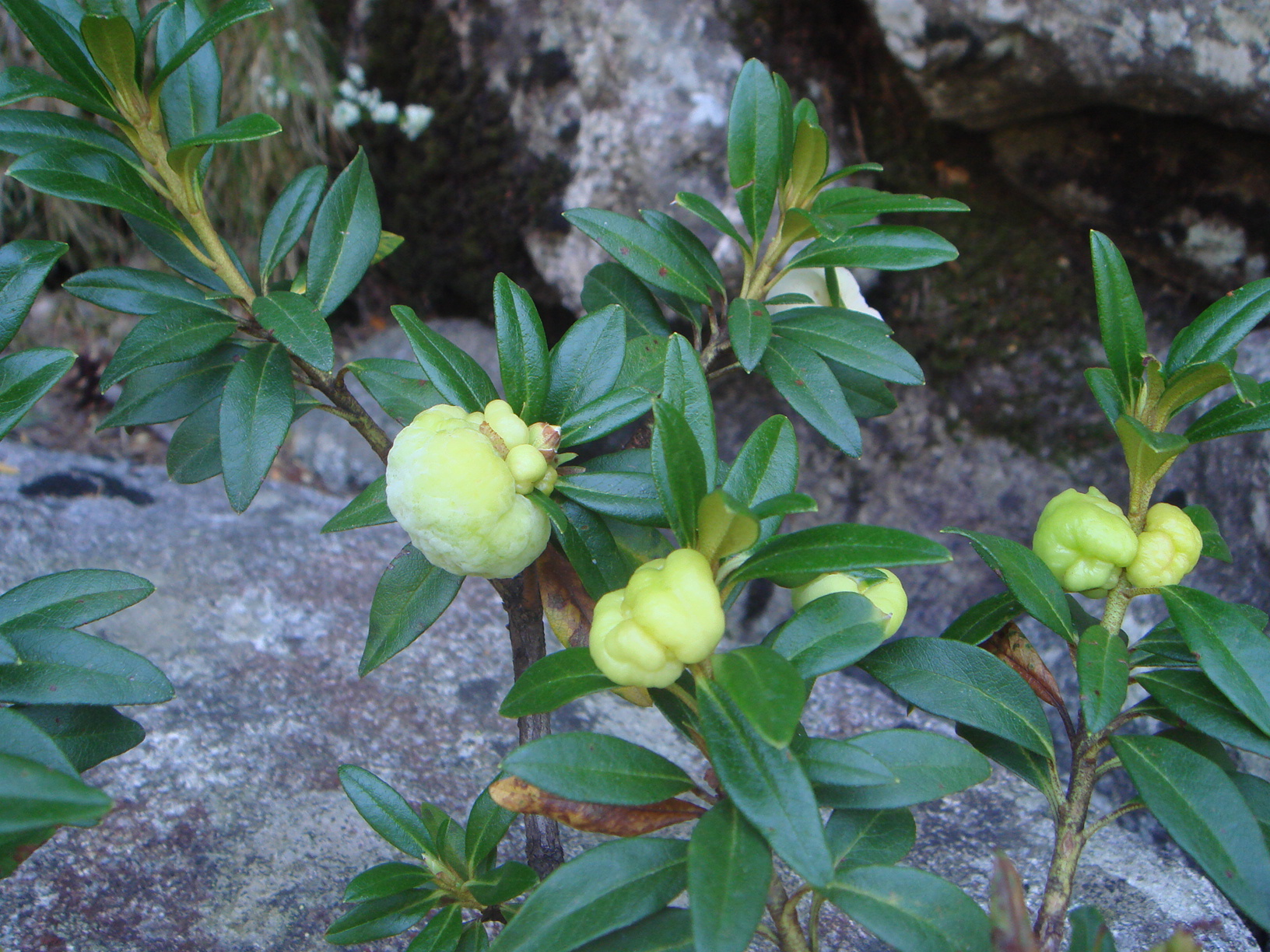
Alpenrosen-Apfel, Befall der Nacktbasidie Exobasidium rhododendri

Arten der Gattung Rhododendron gelten allgemein als giftverdächtig, wofür vor allem die Substanzgruppe der Grayanotoxine verantwortlich gemacht wird. Vergiftungen durch Grayatoxine in Rhododendron-Arten sind sogar in aus diesen Pflanzen gesammeltem Honig dokumentiert (Pontischer Honig), allerdings nicht im Alpenraum. Die Rostblättrige Alpenrose wurde allerdings lange Zeit im Rahmen der Volksmedizin angewendet, ohne dass dadurch Vergiftungsfälle dokumentiert wären. Neuere Untersuchungen der, lange schlecht erforschten, Art konnten, im Gegensatz zu einigen anderen Rhododendron-Arten wie Rhododendron luteum und Rhododendron ponticum, bei der Rostblättrigen Alpenrose kein Grayatoxin nachweisen.
Aufgrund der hohen Gehalte an Diterpenen, Andromedanderivaten (z. B. Grayanotoxine), sind getrocknete Pflanzenteile auch nicht als Lebensmittel (teeähnliches Erzeugnis, Kräutertee) geeignet.
Erste Hilfsmaßnahmen bei Vergiftungen sind eine reichliche Flüssigkeitszufuhr und das Aufsuchen eines Arztes zur Verabreichung von medizinischer Kohle (Aktivkohle) bzw. zur Durchführung einer Giftentfernung.

## Ökologie
Die Rostrote Alpenrose wird auch von der Alpenrosen-Nacktbasidie (Exobasidium rhododendri) befallen. Sie erzeugt einen Alpenrosen-Apfel.

## Verwendung
Die getrockneten Blätter und Zweige werden medizinisch genutzt.

## Namensgebung
Diese Pflanzenart wird von Bergbauern auch „Rostzetten“ oder „Echte Alpenrose“ genannt. Als „echte Alpenrose“ kann man aber vielmehr die Alpen-Rose bzw. Alpen-Heckenrose oder Gebirgs-Rose (Rosa pendulina) bezeichnen, die wirklich zur Gattung der Rosen gehört.